# Dromedario (equip ciclista)
L'equip Dromedario va ser un italià, de ciclisme en ruta que va competir entre 1983 i 1987. Va néixer com a continuació de l'equip Selle San Marco-Wilier Triestina. L'última temporada en actiu passa a anomenar-se Fibok i tenir llicència suïssa.

## Principals resultats
- Giro de l'Emília: Cesare Cipollini (1983)
- Gran Premi de Lugano: Gottfried Schmutz (1985)
- Giro de la Província de Reggio de Calàbria: Silvano Riccò (1985)
- Giro d'Úmbria: Stefano Colagè (1986)

### A les grans voltes
- Giro d'Itàlia
  - 5 participacions (1983, 1984, 1985, 1986, 1987)
  - 0 victòries d'etapa:
  - 0 classificacions finals:
  - 0 classificacions secundàries:

- Tour de França
  - 0 participacions

- Volta a Espanya
  - 0 participacions